# Melanohalea columbiana
Melanohalea columbiana (лат.) — вид листоватых лишайников семейства Пармелиевые. Он был описан в 2016 году как новый вид. Был найден в окрестности притока реки Палус — Рок-Крике в Чаннелд-Скаблендс, где он рос на боярышнике. Специфический эпитет columbiana относится к его распространению в бассейне реки Колумбия и Колумбийского плато. Лишайник также был найден в штатах Айдахо, Вашингтон, центральной части штата Орегон и в Южной Калифорнии. Лишайник морфологически похож на вид Melanohalea multispora, но генетически отличается от этого вида.